# Toy Story 3
Toy Story 3 és una pel·lícula estatunidenca de 2010 dirigida per Lee Unkrich. La cinta, que va ser la més vista de l'any, fou produïda per Pixar Animation Studios i distribuïda per Walt Disney Pictures. Es va poder veure en sistema analògic i en Cinema RealD, i va ser la tercera pel·lícula animada de la història del cinema (després de La bella i la bèstia i Up) en ser nominada a l'Oscar a la millor pel·lícula i la primera seqüela a rebre l'Oscar a la millor pel·lícula d'animació.
Fou estrenada en català amb 12 còpies a Catalunya en sistema analògic, però cap en 3D tal com van fer amb Shrek, feliços per sempre.... Aquesta pel·lícula ha estat doblada al català.

## Argument
Andy ja és gran i es prepara per anar a la universitat, el que provoca que el futur de les seves joguines sigui incert. Al cap d'unes quantes aventures els joguets arriben a una llar d'infants anomenada Sunnyside la qual és aparentment bonica però que està plena de nens salvatges i de joguines malvades que els tracten malament. Els protagonistes miren d'estar-se junts en aquesta caòtica situació fins que aconsegueixen sortir-ne a través del forat de les escombraries, que els porta fins a la deixalleria.
Després de vèncer la banda mafiosa que controla l'escola -dirigida per un os de peluix traumatitzat per l'abandonament anomenat Lotso- i d'escapar de la deixalleria, aconsegueixen arribar a casa de l'Andy i deixar-li una nota per tal que els regali a una veïna amiga fins que ell torni. Aquesta veïna sap jugar i cuidar-los i s'integren a la seva nova casa.

## Repartiment
| Veu en anglès     | Veu en català       | Personatge       |
| ----------------- | ------------------- | ---------------- |
| Tom Hanks         | Òscar Barberan      | Woody            |
| Tim Allen         | Joan Carles Gustems | Buzz Lightyear   |
| Joan Cusack       | Núria Trifol        | Jessie           |
| John Ratzenberger | Claudi García       | Hamm             |
| Ned Beatty        | Enric Arquimbau     | Lotso Abraçafort |
| Wallace Shawn     | Pep Sais            | Rex              |
| Don Rickles       | Ramon Canals        | Sr. Patata       |
| Estelle Harris    | Rosa Pastó          | Sra. Patata      |

## Temes[calcitació]
La pel·lícula reprèn alguns dels temes de la saga, com la necessitat de les joguines de ser estimades i jugades o el que passa quan els nens creixen. També reapareix la doble personalitat de l'astronauta i la crisi de confiança en el líder (Woody) quan les coses pinten malament. Les novetats són els efectes de l'abandonament en un joguet, les al·lusions als règims totalitaris (el gran germà de 1984 apareix a la càmera controladora), la paròdia de les pel·lícules com La Gran Evasió i la superficialitat enfront de la diversió (encarnada pels gustos de Ken).

## Controvèrsia
Pixar Animation Studios va dir que la tercera part de la franquícia Toy Story seria gravada en 3D, és a dir que ha de ser vista amb ulleres de llarga vista especials per captar moviments que li donen un toc de realitat a l'escena; també es va dir que les pel·lícules anteriors també es llançarien en 3D. La distribuïdora, Walt Disney Pictures, va anunciar que no es distribuiria la versió en 3D en català, tot i que hi hauria 12 còpies en 2D en aquesta llengua. Les grans distribuïdores nord-americanes van voler manifestar així el seu desacord amb la "Llei del Cinema" que obligarà a emetre la meitat de les pel·lícules que s'estrenin a Catalunya en català.

## Rebuda

### Crítica
Tal com va passar amb les dues pel·lícules anteriors, Toy Story 3 ha estat lloada per la crítica. Un bon exemple són les ressenyes al lloc web Rotten Tomatoes on un 99% de les crítiques han sigut positives, amb una nota mitjana de 8.8 sobre 10. A una secció de Rotten Tomatoes destinada als crítics destacats, la pel·lícula manté un índex d'aprovació general d'un 100% basat en 37 ressenyes. Un altre lloc web de ressenyes, Metacritic, que assigna un índex normalitzat a partir de les 100 primeres ressenyes de crítics importants, comptava un resultat de 92 sobre 100 basat en 39 ressenyes.
Owen Gleiberman, d'Entertainment Weekly, va donar a la pel·lícula una A, dient: "Fins i tot amb el llistó ben alt, Toy Story 3 em va fascinar i em va commoure tan profundament que em vaig quedar atònit que una comèdia d'animació sobre joguines de plàstic pugui tenir aquest efecte". Gleiberman també va escriure en una altra entrada on deia que, juntament amb altres persones, va plorar al final de la pel·lícula. Mark Kermode de la BBC va afirmar que Toy Story va ser "la millor trilogia de tot el temps". La majoria de crítics anglesos van valorar positivament aquesta pel·lícula.
Nando Salvá a El Periódico va dir que aquest film és "una sèrie de trepidants seqüències d'acció que converteixen la pel·lícula en una espècie de versió cartoon de 'La gran evasió'". Jordi Costa de Fotogramas va dir que "imparteix lliçons magistrals d'eloqüència animada" i Jordi Batlle Caminal de La Vanguardia va assegurar que "Toy Story 3 és una altra gemma de la joieria Pixar".

### Taquilla
Toy Story 3 fou la pel·lícula més vista del 2010 seguida per Alice in Wonderland i Harry Potter i les relíquies de la Mort - Part 1. Aquest film va recaptar 109 milions de dòlars (més de 90 milions d'euros) el seu primer cap de setmana als Estats Units, i això la situà com a la segona millor estrena de tots els temps d'una pel·lícula d'animació (després de Shrek Tercer -amb 121 milions-) i com a la millor estrena de Pixar de la seva història. Finalment, es convertí en la pel·lícula d'animació més taquillera de la història superant Shrek 2.

### Premis i nominacions

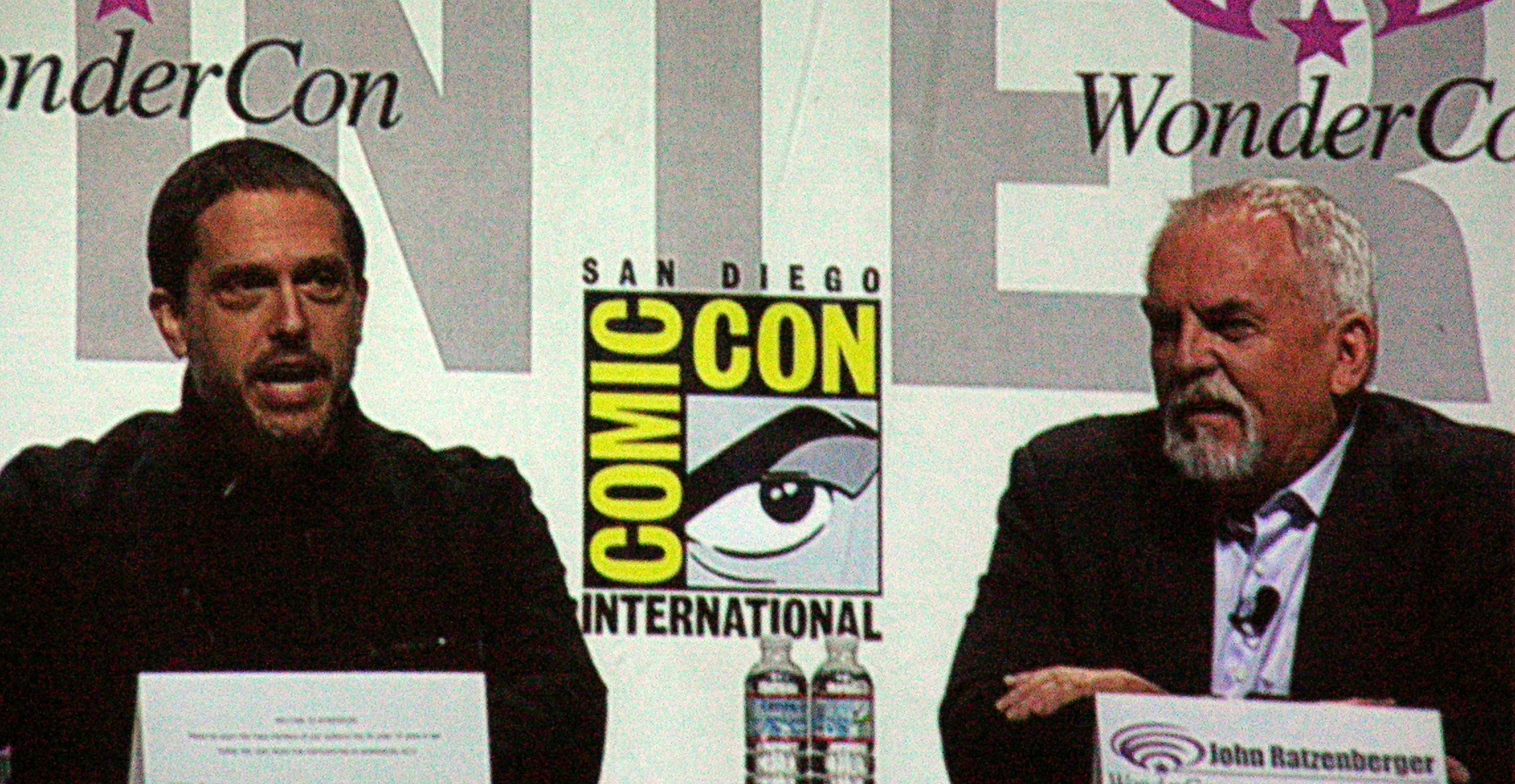
El director Lee Unkrich i l'actor John Ratzenberger a la presentació de la pel·lícula.

| Premi                                | Categoria (Premiat)                                           | Resultat  |
| ------------------------------------ | ------------------------------------------------------------- | --------- |
| Teen Choice Awards 2010              | Choice Movie: Millor pel·lícula d'animació                    | Guanyador |
| Nickelodeon Kids' Choice Awards 2010 | Pel·lícula preferida                                          | Nominat   |
| Hollywood Movie Awards 2010          | Millor pel·lícula d'animació (Lee Unkrich)                    | Guanyador |
| Digital Spy Movie Awards             | Millor pel·lícula                                             | Guanyador |
| Scream Awards 2010                   | Millor pel·lícula de fantasia                                 | Nominat   |
| Scream Awards 2010                   | Millor guió                                                   | Nominat   |
| Scream Awards 2010                   | Millor actor de fantasia (Tom Hanks)                          | Nominat   |
| Scream Awards 2010                   | Les tres millors en 3D                                        | Nominat   |
| Globus d'Or                          | Millor pel·lícula d'animació                                  | Guanyador |
| Premis BAFTA                         | Millor guió adaptat (Michael Arndt)                           | Nominat   |
| Premis BAFTA                         | Millor pel·lícula d'animació                                  | Guanyador |
| Premis BAFTA                         | Millors efectes visuals                                       | Nominat   |
| Oscars                               | Millor pel·lícula                                             | Nominat   |
| Oscars                               | Millor guió adaptat (Michael Arndt)                           | Nominat   |
| Oscars                               | Millor pel·lícula d'animació                                  | Guanyador |
| Oscars                               | Millor edició de so                                           | Nominat   |
| Oscars                               | Millor cançó original ("We Belong Together" per Randy Newman) | Guanyador |

## Música[calcitació]
Totes van ser compostes i escrites per Randy Newman:
1. "We Belong Together" – 4:03
2. "You've Got a Friend in Me" (featuring Gipsy Kings) – 2:15
3. "Cowboy!" – 4:11
4. "Garbage?" – 2:41
5. "Sunnyside" – 2:20
6. "Woody Bails" – 4:40
7. "Come to Papa" – 2:06
8. "Go See Lotso" – 3:37
9. "Bad Buzz" – 2:22
10. "You Got Lucky" – 5:59
11. "Spanish Buzz" – 3:31
12. "What About Daisy?" – 2:07
13. "To The Dump" – 3:51
14. "The Claw" – 3:57
15. "Going Home" – 3:22
16. "So Long" – 4:55
17. "Zu-Zu" – 0:35

## Influència posterior
Juntament amb aquest film, es va estrenar un curtmetratge anomenat Day & Night que se centra en el que passa quan una personificació animada del Dia troba el seu davant la Nit.
A un article al web Nola.com Lee Unkrich, el director de Toy Story 3, va afirmar que no està planejat un Toy Story 4: "Bé, no tenim cap pla per Toy Story 4", va dir Unkrich. Tot i que va apuntar que "potser hi haurà alguna oportunitat per en Woody i en Buzz en el futur, però no tenim cap pla per res en aquests moments." En una entrevista a MSN, Unkrich va dir: "Hem anunciat que farem un curtmetratge sobre Cars 2 amb els personatges de 'Toy Story'. Volem mantenir-los en vida; no valen per sempre."
Després de Toy Story 3 va sortir a la venda Toy Story 3: The Video Game per a diverses plataformes basat en la pel·lícula.